# Progomphus virginiae
Progomphus virginiae är en trollsländeart som beskrevs av Belle 1973. Progomphus virginiae ingår i släktet Progomphus och familjen flodtrollsländor. Inga underarter finns listade i Catalogue of Life.